# Ataşehir
Ataşehir 2009 óta Isztambul egyik kerülete, Isztambul tartomány egyik körzete, melyet Kadıköy, Üsküdar és Ümraniye egy-egy részéből alakítottak ki. A kerület az újonnan beépített területek közé tartozik, az 1980-as években kezdtek itt modern épületeket emelni. Akárcsak az európai oldalon Levent vagy Maslak, Ataşehir is a felhőkarcolók kerülete. Az itt épült lakóházak is kivétel nélkül több emeletesek.